# 黄池郡
黄池郡，中国唐朝时设置的郡。
天宝元年（742年）改薛州置，治所在黄池县（今四川省珙县西南）。属泸州。乾元元年（758年）复改薛州。 